# Piper striatum
Piper striatum är en pepparväxtart som beskrevs av C. Dc.. Piper striatum ingår i släktet Piper och familjen pepparväxter. Inga underarter finns listade i Catalogue of Life.